# Currency Wars
Currency Wars, även känd som "The Currency War", är namnet på ett par bästsäljande böcker i Kina om det globala finansiella systemet. Författare är den kinesiske ekonomen Song Hongbing . Den första boken publicerades 2007 och den andra 2009. Böckerna har beskrivits som konspirationsteoretiska eftersom författaren hävdar att judiska intressen skapat finanskrisen, men även som framstående exempel på den nya genren av "ekonomisk nationalistisk litteratur". 

## Sammanfattning
Den första boken har sålts i minst 200 000 exemplar och uppföljaren, som kom ut 2009, i mer än två miljoner exemplar.. Böckerna uppges ha lästs av många inom det kinesiska näringslivet och även regeringen. Currency Wars publicerades 2007 och uppföljaren Currency Wars 2 : World of Gold Privilege, 2009. Uppföljaren fick än mer spridning och har hittills sålts i mer än två miljoner exemplar. Böckerna har i Kina kommit att ses som framstående exempel på en ny genre av "ekonomiskt nationell litteratur". Till skillnad från andra böcker i denna genre har Currency Wars dock fått goda omdömen från det kinesiska etablissemanget, eftersom dess rekommendationer setts som mindre aggressiva gentemot USA. Böckernas huvudtes är att ett antal megabanker och bankirer i stor utsträckning kontrollerar världen. Dessutom hävdas att Federal Reserve agerar som ett privat företag för att stödja denna ordning.

## Den andra boken
I den andra boken diskuteras bland annat 18 bankfamiljer som författaren anser ha haft (och har) särskilt stor makt. Dessa är: Rothschilds, Bleichroder, Oppenheim, Warburgs, Selingmans, Schiff, Schrodersläkten, Speyers, Mendelsohns, Baring, Hope, Fould, Mallet och Pereire, Mirabauds samt Rockefeller och Morgan.